# Gonomyia atrox
Gonomyia atrox är en tvåvingeart som beskrevs av Alexander 1937. Gonomyia atrox ingår i släktet Gonomyia och familjen småharkrankar. Inga underarter finns listade i Catalogue of Life.